# Ebolavirus
O gênero Ebolavirus é um táxon viral da família Filoviridae, ordem Mononegavirales. As cinco espécies incluídas neste gênero são genericamente denominadas "ebolavírus".
Cinco dessas espécies são conhecidas e quatro delas causam febre hemorrágica Ebola em humanos, um tipo de febre hemorrágica com uma elevada taxa de letalidade. As cinco espécies de vírus conhecidos são nomeados para a região onde cada um foi originalmente identificado: Bundibugyo Ebolavirus, Reston Ebolavirus, Sudão Ebolavirus, Ebolavirus Taï Floresta (originalmente a Costa do Marfim Ebolavirus) e Zaire Ebolavirus. A espécie Ebolavirus Zaire é a espécie tipo (espécie de referência ou exemplo) para Ebolavirus. Ele tem um único membro conhecido, que desde 2010 tem sido chamado simplesmente vírus Ebola; este vírus tem a maior taxa de mortalidade dos ebolaviruses e também é responsável pelo maior número de focos de os cinco membros conhecidos do gênero, incluindo tanto o primeiro surto documentado (1976) e com o surto com o maior número de mortes (2014).
O nome Ebolavirus é derivado do rio Ebola no Zaire (atual República Democrática do Congo), onde o vírus Ebola foi descoberto pela primeira vez e o sufixo taxonômico -virus (denotando um gênero viral) foi adicionado. Este gênero foi introduzido em 1998 como os "vírus do tipo Ebola". O gênero Ebolavírus gênero está intimamente relacionado com o vírus de Marburg.

## Tipos

Árvore filogenética dos ebolavírus e marburgvírus.